# Tachina pictilis
Tachina pictilis là một loài ruồi trong họ Tachinidae.